# Stazzema
Stazzema est une commune italienne de la province de Lucques dans la région Toscane, réputée pour ses marbres, blanc et bleu turquin, le bardiglio et la brèche de Stazemma.

## Administration
| Période                                  | Période | Identité | Étiquette | Qualité |
| ---------------------------------------- | ------- | -------- | --------- | ------- |
|                                          |         |          |           |         |
| Les données manquantes sont à compléter. |         |          |           |         |

### Hameaux
Sant'Anna di Stazzema

### Communes limitrophes
Camaiore, Careggine, Massa, Molazzana, Pescaglia, Pietrasanta, Seravezza, Vagli Sotto, Vergemoli.

## Honneur
L'astéroïde (18431) Stazzema porte son nom.